# Alberto Collo
Alberto Collo, né le 6 juillet 1883 à Piobesi Torinese et mort le 7 mai 1955 à Turin, est un acteur italien. 

## Biographie
Alberto Collo débute au théâtre en 1907 et entame une collaboration avec la maison cinématographique Ambrosio Film, en interprétant des rôles comiques.

### Le film muet
En 1909, il s'engage avec la maison de production Itala Film pour interpréter des rôles féminins caricaturaux.
Entre 1913 et 1924, il figure parmi les principaux interprètes du film muet italien et tourne dans plus de 60 films produits par la Cines, Celio Film et Fert, dirigé par les réalisateurs Baldassarre Negroni, Mario Almirante, Guido Brignone et Augusto Genina et avec des partenaires comme  Emilio Ghione, Oreste Bilancia, Francesca Bertini  et Italia Almirante Manzini. 
En 1915 il participe au tournage du film Assunta Spina.
En 1925, les studios  Fert sont en crise, entre 1926 et 1929, Alberto Collo ne participe plus que sporadiquement à quelques tournages (4 films).

### Film sonore et fin de carrière
Après la Seconde Guerre mondiale, entre 1950 et 1954, il joue quelques rôles secondaires dans divers films comme Arrivano i nostri di Mario Mattoli.
Alberto Collo meurt à Turin en 1955 à l'âge de 71 ans.

## Filmographie partielle
- 1912 : Idillio tragico de Baldassarre Negroni
- 1912 : Chi di spada ferisce
- 1912 : La zia Bettina
- 1912 : Cuore d'acciaio
- 1912 : Tragico amore
- 1912 : Tutto si accomoda
- 1912 : Panne d'auto
- 1912 : Lagrime e sorrisi
- 1913 : Terra promessa
- 1913 : Per la sua gioia
- 1913 : Ninì Verbena
- 1913 : La vigilia di Natale
- 1913 : L'arma dei vigliacchi
- 1913 : La dama di picche
- 1913 : La bufera
- 1913 : L'albero che parla
- 1913 : Per il blasone
- 1913 : La madre
- 1913 : La cricca dorata
- 1913 : L'ultimo atout
- 1913 : Il veleno della parola
- 1913 : La maestrina
- 1913 : Il circolo nero
- 1913 : Idolo infranto d'Emilio Ghione
- 1913 : Tramonto
- 1913 : La gloria
- 1913 : Il club delle maschere nere
- 1913 : La suocera
- 1913 : Il Natale del marinaio
- 1913 : La donna altrui
- 1914 : Un divorzio
- 1914 : Nel paese dell'oro
- 1914 : Amore bendato
- 1914 : L'amazzone mascherata - Albert da Roberti
- 1914 : L'oro maledetto
- 1914 : La canzone di Werner
- 1914 : Burrasca a ciel sereno
- 1914 : La mia vita per la tua!
- 1915 : Per la sua pace
- 1915 : Nelly la Gigolette d'Emilio Ghione - le banquier Albert Coll
- 1915 : L'ultimo dovere
- 1915 : Don Pietro Caruso
- 1915 : Tresa
- 1915 : Le memorie sacre
- 1915 : Gespay, fantino e gentiluomo
- 1915 : Guglielmo Oberdan, il martire di Trieste - Guglielmo Oberdan
- 1915 : Ciceruacchio (Martire del piombo austriaco)
- 1915 : La signora delle camelie - Armando Duval
- 1915 : Il capestro degli Asburgo de Gustavo Serena
- 1915 : Spine e lacrime
- 1915 : Assunta Spina - officiel
- 1915 : La banda delle cifre
- 1915 : Sposa nella morte!
- 1915 : Rugiada di sangue
- 1915 : Il naufragatore
- 1915 : Marcella
- 1916 : Storia... eterna
- 1916 : Pierrette ne fa una delle sue
- 1916 : La morsa
- 1916 : Il pazzo della roccia
- 1916 : Mater purissima
- 1916 : La caccia ai milioni
- 1916 : Il mistero di una notte di primavera
- 1916 : Alla capitale
- 1916 : Dolore senza gioia
- 1916 : Sulla strada maestra
- 1916 : L'Enfant de l'amour
- 1916 : Jou-Jou
- 1916 : Il potere sovrano - prince héritier
- 1917 : Gli onori della guerra
- 1917 : Come le foglie de Gennaro Righelli
- 1917 : La cuccagna - Max Saccard
- 1917 : Lagrime
- 1917 : Demonietto
- 1917 : Quando il sole tramonta
- 1917 : Il bacio dell'arte
- 1917 : Camere separate
- 1918 : La signora Arlecchino
- 1918 : La sfinge
- 1918 : Duecento all'ora
- 1918 : Mademoiselle Pas-Chic
- 1918 : Venti giorni all'ombra
- 1918 : Trittico italiano
- 1919 : La vergine folla
- 1919 : Anima tormentata
- 1919 : Le tre primavere
- 1919 : Israël
- 1919 : Le avventure di Doloretta
- 1919 : Le avventure di Bijou
- 1920 : Le gioie del focolare
- 1920 : L'innamorata
- 1921 : La donna perduta
- 1921 : La sconosciuta
- 1921 : L'isola della felicità
- 1921 : La statua di carne
- 1921 : Il silenzio
- 1922 : La maschera del male
- 1922 : L'inafferrabile
- 1922 : Il controllore dei vagoni letti
- 1922 : Sogno d'amore
- 1923 : La storia di Clo-Clo
- 1923 : La piccola parrocchia
- 1923 : Il fornaretto di Venezia
- 1923 : I due Foscari
- 1923 : Le sorprese del divorzio
- 1923 : L'ombra
- 1924 : L'arzigogolo
- 1924 : Maciste e il nipote d'America
- 1924 : Largo alle donne!
- 1924 : Saetta impara a vivere
- 1924 : La taverna verde
- 1924 : Treno di piacere
- 1925 : Voglio tradire mio marito
- 1926 : Maciste nella gabbia dei leoni de Guido Brignone
- 1928 : Redenzione d'anime
- 1934 : Villafranca
- 1939 : Naufraghi
- 1950 : Il bivio
- 1951 : Arrivano i nostri de Mario Mattoli
- 1951 : Les Volets Clos (Persiane chiuse) de Luigi Comencini
- 1952 : Solo per te Lucia de Franco Rossi
- 1953 : Canzoni a due voci
- 1953 : Il mercante di Venezia
- 1953 : Fille d'amour (Traviata '53) de Vittorio Cottafavi
- 1954 : Le avventure di Cartouche
- 1954 : Bertoldo, Bertoldino e Cacasenno de Mario Amendola et Ruggero Maccari